# Чемпионат Азербайджана по футболу 2025/2026
Азербайджанская Мисли премьер-лига 25/26 (азерб. Azərbaycan Misli Premyer Liqası) — 34-й розыгрыш Мисли премьер-лиги. Сезон начнётся 15 августа 2025 года.

## Общие сведения
В отличие от предыдущих сезонов, с сезона 2025/2026 было принято решение отменить лимит на легионеров, и вне зависимости от того, является ли игрок членом национальной сборной своей страны или нет, на всех легионеров будет распространяться сбор. Кроме того, клубам, в составе которых выступают местные футболисты, будет выплачиваться бонус по специальной системе расчёта. Бонусы будут выплачиваться за счёт средств, полученных от сбора за легионеров. Начиная с этого сезона, принято решение увеличить количество команд с 10 до 12.
В сезоне 2025/2026 команда, занявшая 11-е место в Премьер-лиге, проведёт стыковой матч на нейтральном поле против клуба, занявшего 2-е место в Первой лиге. Победитель этого матча получит право выступать в Премьер-лиге в следующем сезоне. Команда, занявшая последнее место, вылетит в Первую лигу, а чемпион нижнего дивизиона напрямую выйдет в Премьер-лигу.
Перед началом сезона на заседании Лицензионной комиссии АФФА, состоявшемся 8 мая 2025 года, лицензии на участие в соревнованиях Премьер-лиги сезона 2025/2026 получили следующие клубы: «Баку Спортинг», «Дифаи», «Имишли», «Карван», «Кяпяз», «Габала», «Сабаил» и «Шамахы».
Жеребьёвка сезона 2025/2026 состоится 18 июля 2025 года в 15:00 по местному времени в комплексе «Пламенные башни».
| №  | Клуб          | Город             | Стадион                                  | Вместимость | Тренер |
| -- | ------------- | ----------------- | ---------------------------------------- | ----------- | ------ |
| 1  | Араз-Нахчыван | Нахичевань / Баку | Далга Арена                              | 6 500       | —      |
| 2  | Габала        | Габала            | Габалинский городской стадион            | 4 500       | —      |
| 3  | Имишли        | Имишли            | Имишлинский городской стадион            | 8 500       | —      |
| 4  | Кяпаз         | Гянджа/Товуз      | Товузский городской стадион              | 6 500       | —      |
| 5  | Карван        | Евлах             | Евлахский городской стадион              | 6 000       | —      |
| 6  | Нефтчи        | Баку              | Нефтчи Арена                             | 10 260      | —      |
| 7  | Карабах       | Агдам/Баку        | Республиканский стадион им. Т. Бахрамова | 31 200      | —      |
| 8  | Сабах         | Абшерон           | Банк Республика Арена                    | 8 600       | —      |
| 9  | Шамахы        | Шамахы            | Шемахинский олимпийский центр            | 2 200       | —      |
| 10 | Сумгаит       | Сумгаит           | Стадион имени Мехти Гусейнзаде           | 8 700       | —      |
| 11 | Туран Товуз   | Товуз             | Товузский городской стадион              | 6 500       | —      |
| 12 | Зиря          | Зиря/Баку         | Спортивный комплекс «Зиря»               | 1 300       | —      |

Примечание: Тренеры некоторых клубов пока не определены.